# Cruz de la Evangelización del V Centenario

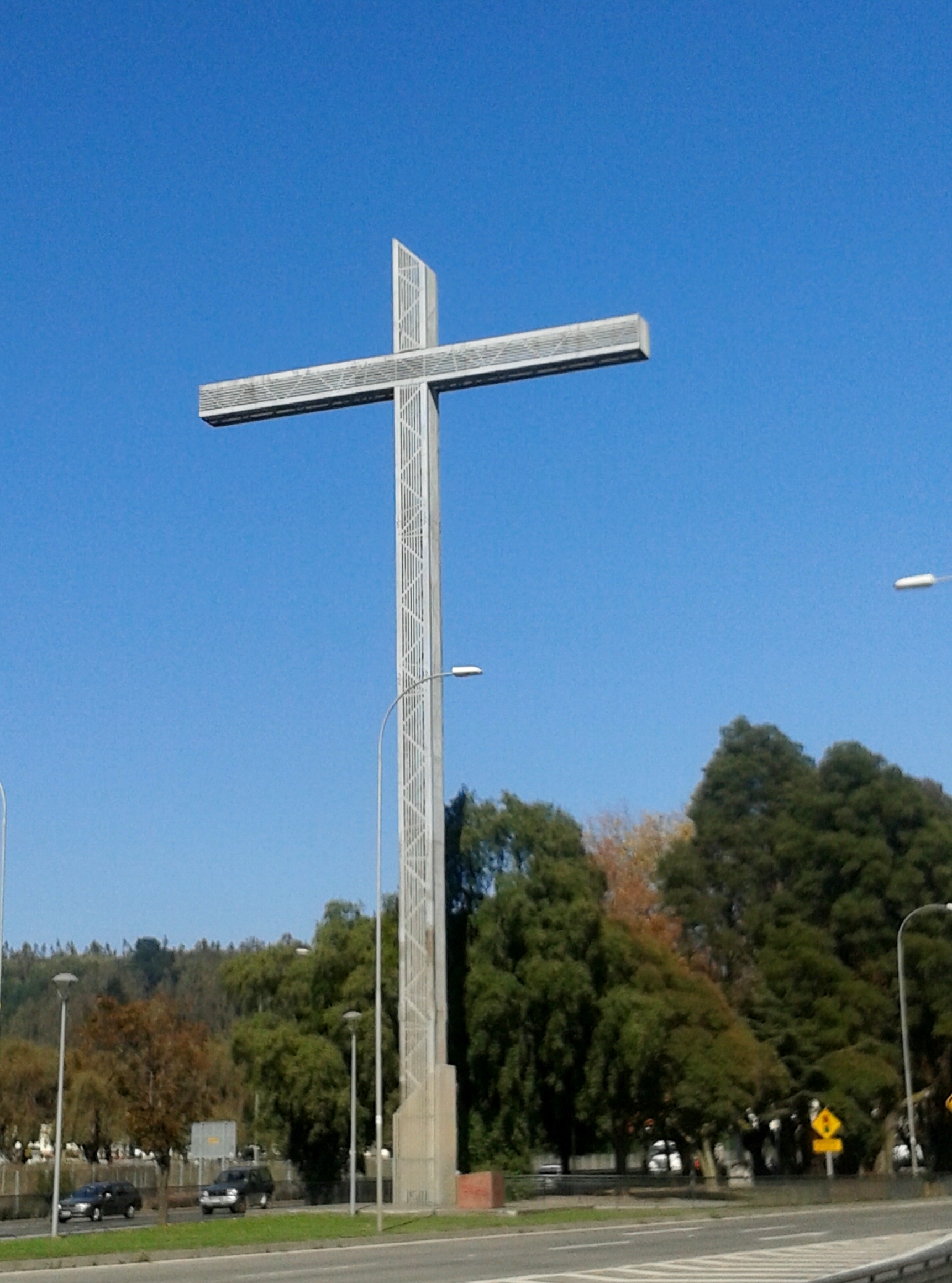
Vista de la Cruz

La Cruz de la Evangelización del Quinto Centenario es un monumento conmemorativo religioso de culto católico, ubicado en la ciudad de Concepción, al sur de Chile. Fue inaugurado el 12 de octubre de 1992, con motivo de la celebración en el Gran Concepción de los quinientos años del Descubrimiento de América y del proceso de evangelización que se llevó a cabo en el continente desde ese entonces por la Iglesia católica.
La obra que fue encargada para ser construida por la Arquidiócesis de la Santísima Concepción, tiene forma de cruz latina, está hecha de barras y perfiles de acero sobre una base de hormigón. Posee una altura aproximada de 20 m. Se encuentra emplazada a un costado de la rotonda de las intersecciones General Bonilla y San Juan Bosco, ruta que une la ciudad con la comuna de Penco.